# Grzybówka czarnoniebieskawa
Grzybówka czarnoniebieskawa (Mycena atrocyanea (Batsch) Gillet) – gatunek grzybów z rodziny grzybówkowatych (Mycenaceae).

## Systematyka i nazewnictwo
Pozycja w klasyfikacji według Index Fungorum: Mycena, Mycenaceae, Agaricales, Agaricomycetidae, Agaricomycetes, Agaricomycotina, Basidiomycota, Fungi.
Po raz pierwszy takson ten opisał w 1786 r. August Johann Georg Karl Batsch, nadając mu nazwę Agaricus atrocyaneus. Obecną, uznaną przez Index Fungorum nazwę nadał mu Claude-Casimir Gillet w 1876 r.
Synonimy:
- Agaricus atrocyaneus Batsch 1786
- Agaricus polygrammus var. atrocyaneus (Batsch) Pers 1801
- Mycena atrocyanea var. maingaudii Quél. 1888

Nazwę polską zaproponował Władysław Wojewoda w 2003 r.

## Morfologia
Kapelusz
Średnica1–4 cm z tępym garbem, prążkowany. Powierzchnia brązowo-czarna lub niebiesko-czarna do ciemnoniebiesko-szarej, delikatnie i nietrwale oprószona.
Blaszki
Bladoniebiesko-czarne z lekkim połyskiem, drobne z międzyblaszkami lub rozwidlone. Ostrza jaśniejsze.
Trzon
Wewnątrz pusty, często wzdłużnie rowkowany, silnie wodnisty. Powierzchnia niebiesko-czarna z lekkim połyskiem, podstawa silnie biało-wełnista.
Cechy mikroskopowe
Wysyp zarodników biały. Zarodniki białe 9–11,6 × 4,8–6,5 µm, elipsoidalne. Cheilocystydy 30–54 × 8–20 µm.

## Występowanie i siedlisko
Władysław Wojewoda w zestawieniu grzybów wielkoowocnikowych Polski w 2003 r. przytacza tylko dwa stanowiska z uwagą, że rozprzestrzenienie tego gatunku i stopień zagrożenia w Polsce nie są znane. Jedno stanowisko pochodzi z 1916 r. (Elbląg), drugie podał w 1963 r. Stanisław Domański w Biebrzańskim Parku Narodowym. W Niemczech jest bardzo rzadki.
Saprotrof. Występuje w lasach mieszanych lub iglastych (częściej), na igliwiu, pojedynczo lub w kępach, od wczesnego lata do późnej jesieni.